# Willie Dille
Wilhelmina Ruurdina (Willie) Dille (Den Haag, 2 juni 1965 – aldaar, 8 augustus 2018) was een Nederlands politica. Van 17 juni 2010 tot 20 november 2012 was zij namens de Partij voor de Vrijheid (PVV) lid van de Tweede Kamer der Staten-Generaal. Daarvoor was zij van 11 maart 2010 tot aan haar aantreden als Kamerlid lid van de gemeenteraad van Den Haag. In mei 2012 keerde zij daarin terug. Vanwege haar lage plaats op de kandidatenlijst en het zetelverlies van de PVV keerde ze na de Tweede Kamerverkiezingen 2012 niet terug als Kamerlid.
Dille had een hbo-opleiding jongerenwerk gevolgd en was vijfentwintig jaar werkzaam in de gehandicaptenzorg. Willie Dille was getrouwd en had vier kinderen.
Dille maakte op 8 augustus 2018 een einde aan haar leven.